# Gare de Négrondes
Gare de Négrondes vasútállomás Franciaországban, Négrondes településen.

## Vasútvonalak
Az állomást az alábbi vasútvonalak érintik:
- Limoges-Bénédictins–Périgueux-vasútvonal

## Kapcsolódó állomások
A vasútállomáshoz az alábbi állomások vannak a legközelebb:
- Gare d’Agonac
- Gare de Thiviers